# 모두루
모두루(牟頭婁, ?~?)는 고구려 제19대 왕인 광개토대왕 시대의 인물이다. 모두루의 존재는 1935년 10월에 중국의 길림성 집안현의 동북, 즉 조선민주주의인민공화국의 자강도 만포의 맞은편 언덕인 하양어두에서 발견된 모두루묘지명에 의하여 비로소 세상에 알려졌다.

## 생애
모두루 묘지명에 의하면 모두루의 선조는 북부여 출신으로 동명성왕과 함께 북부여로부터 내려왔으며, 4세기 초에는 대형(大兄) 염모(冉牟)가 크게 활약하여 모두루 일가족을 중흥시켰다고 한다. 그들의 관등이 대형이었음은 알 수 있다. 광개토왕대에 이르러 모두루는 할아버지의 공에 인연하여 왕의 은혜를 받아 동명성왕과 모두루 일족의 출신지인 북부여의 수사로 파견되었다. 그뒤 임지에서 광개토왕이 죽었다는 말을 듣고 멀리서 슬퍼하였다고 한다. 이밖에 모두루에 관해서는 묘지명의 결락으로 자세히 알 수 없지만, 묘지명의 문맥으로 보아 염모 이후에 모두루 일족이 왕권에 밀착되어 대대로 중용되었으며 세습적으로 북부여를 지배하였다는 사실을 추정할 수 있다.
모두루의 묘지는 중국 길림성 통화시 집안시(集安市) 하양어두(下羊魚頭)에 있는 삼국시대 고구려의 수사(守事) 모두루 관련 묘지이다.